# Moritz Borchardt
Moritz Borchardt (* 6. Januar 1868 in Berlin; † 6. Januar 1948 in Buenos Aires) war ein deutscher Chirurg.

## Leben und Wirken

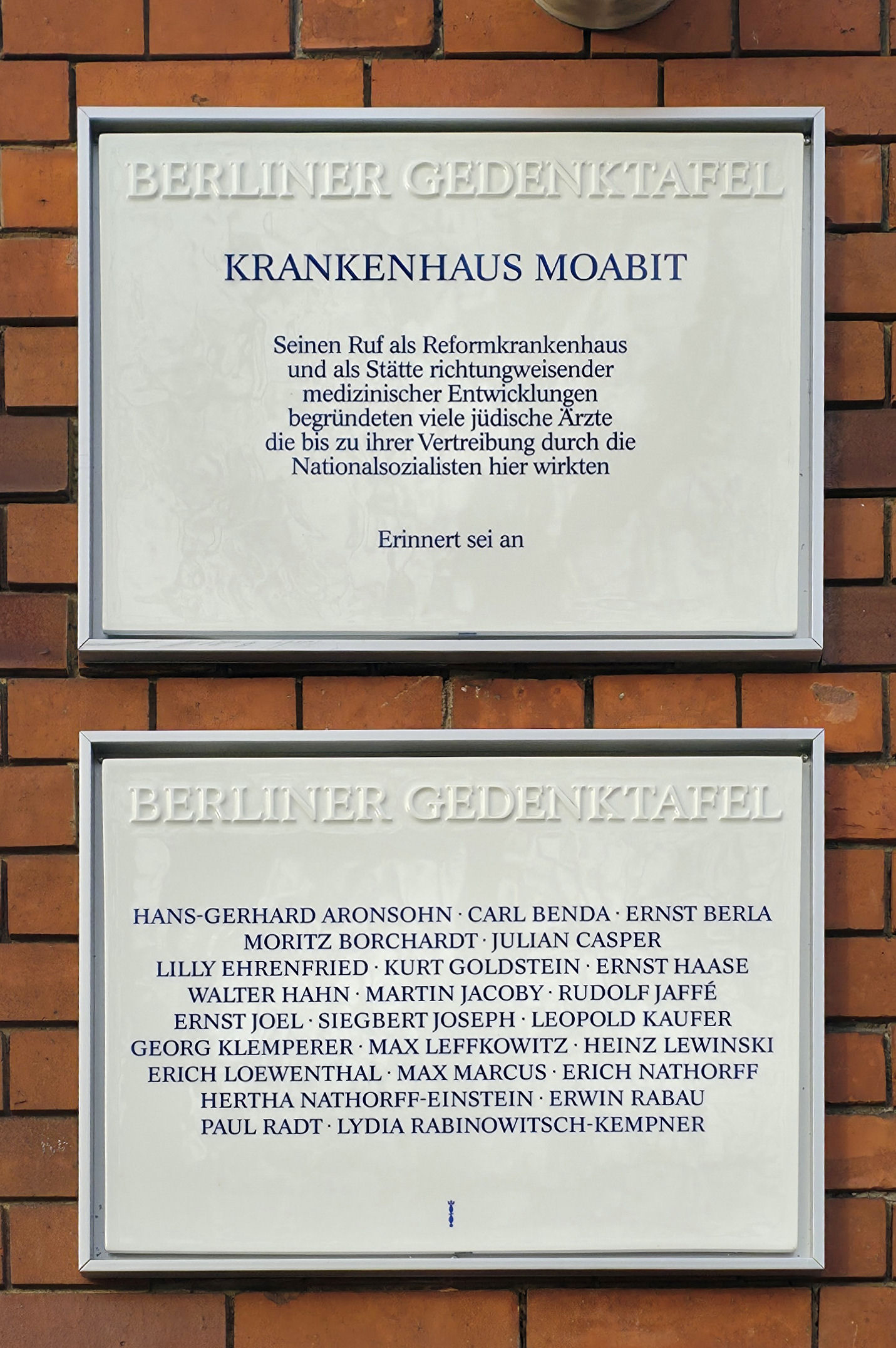
Berliner Gedenktafel am Haus, Turmstraße 21, in Berlin-Moabit

Moritz Borchardt wurde am 6. Januar 1868 in eine seit dem 17. Jahrhundert in Berlin ansässige Kaufmannsfamilie geboren. Die Borchardts gehörten zu jenen 50 Wiener jüdischen Familien, die sich ab dem 21. Mai 1671 in Brandenburg niederlassen durften.
Moritz Borchardt studierte Medizin in Zürich, Berlin, Leipzig und Heidelberg. Danach war er Assistent am Berliner Urban-Krankenhaus beim Internisten Albert Fraenkel und beim Chirurgen Werner Körte. Seine chirurgische Ausbildung schloss er bei Ernst von Bergmann in der Berliner Universitätsklinik ab. Nach seiner 1901 abgeschlossenen Habilitation und nach seiner 1905 erfolgten Ernennung zum außerordentlichen Professor wurde er 1906 Chef der Chirurgie im Rudolf-Virchow-Krankenhaus in Berlin. Während und nach dem Ersten Weltkrieg beschäftigte sich Borchardt mit der orthopädisch-chirurgischen Rehabilitation Kriegsversehrter. Er entwickelte eine ganze Anzahl von Ersatzgliedern und Arbeitshilfen für die Betroffenen. Von Kaiser Wilhelm wurde er zum Geheimrat ernannt.
Von 1919 bis 1933 leitete Moritz Borchardt die Chirurgische Abteilung am Krankenhaus Moabit. 1920 erhielt diese Abteilung des Moabiter Krankenhauses die Anerkennung als III. Chirurgische Universitätsklinik.
- Er operierte als erster erfolgreich einen Kleinhirnbrückenwinkeltumor.
- Er entwickelte ein Instrument zur Öffnung der Schädeldecke bei Gehirnoperationen, die „Borchard’sche Fräse“, welche die Grundlage für alle modernen Trepanationsgeräte darstellte.
- Verbunden mit seinem Namen ist auch eine Vorrichtung zum Anlegen von Verbänden des Rumpfes, das sogenannte „Borchardt’sche Beckenbänkchen“.
- Zusammen mit dem Ingenieur Paul Eimler konstruierte er Geräte und Instrumente für die Extremitätenchirurgie.[1]
- 1922 wurden er zusammen mit Georg Klemperer nach Moskau gerufen, um eine Kugel aus Lenins Hals zu entfernen, die 1918 bei einem Attentat auf ihn abgefeuert worden war.
- Reichstagspräsident Paul Löbe ließ sich 1927 von Borchardt am Blinddarm operieren.

1933 wurde Moritz Borchardt zusammen mit anderen jüdischen Ärzten des Moabiter Krankenhauses entlassen. Er arbeitete zunächst weiter in der Ungerschen Privatklinik und nach deren Schließung 1936 betrieb er selbst eine Privatklinik in der Nassauischen Straße in Berlin. Nachdem die Zwangsmaßnahmen gegen ihn ein unerträgliches Maß angenommen hatten, gelang ihm 1939 die Flucht nach Brasilien. Er starb an seinem 80ten Geburtstag in Buenos Aires (Argentinien).
Ein Antrag seines Schwiegersohns Adolf Kurtz an den Berliner Senat vom 5. September 1967, die Dörnbergstraße, in der Borchardt gewohnt hatte, in Moritz-Borchardt-Straße umzubenennen, blieb unbeachtet. Am 21. Oktober 1980 wurde die Straße an die Gemeinnützige Deutsche Wohnungsbaugesellschaft mbH verkauft und am 5. Dezember 1980 im Straßenverzeichnis gelöscht.

## Ehrungen
- Ehrenmitglied der Vereinigung Nordwestdeutscher Chirurgen[3]

## Werke
- Chirurgie der Extremitäten. 4. umgearbeitete Auflage. Enke, Stuttgart 1914
- Gehirn- und Nervenschüsse insbesondere Spätchirurgie. Laupp, Tübingen 1916
- Zusammen mit Konrad Hartmann, Hermann Leymann, Richard Radike, Georg Schlesinger und Heinrich Schwiening. Ersatzglieder und Arbeitshilfen für Kriegsgeschädigte und Unfallverletzte. Springer, Berlin 1919, Springer / eingeschränkte Vorschau
- Zusammen mit P. Drevermann und Paul Friedrich Reichel. Handbuch der praktischen Chirurgie. Bd. 6. Chirurgie der unteren Gliedmassen. 5. umgearbeitete Auflage. Leipzig 1923. 6. umgearbeitete Auflage. Leipzig 1926
- Der heutige Stand der Knochenbruchbehandlung. (Hefte zur Unfallheilkunde. Heft 11.) F.C.W. Vogel, Berlin 1932